# Match de meilleur deuxième de la Ligue américaine de baseball 2012

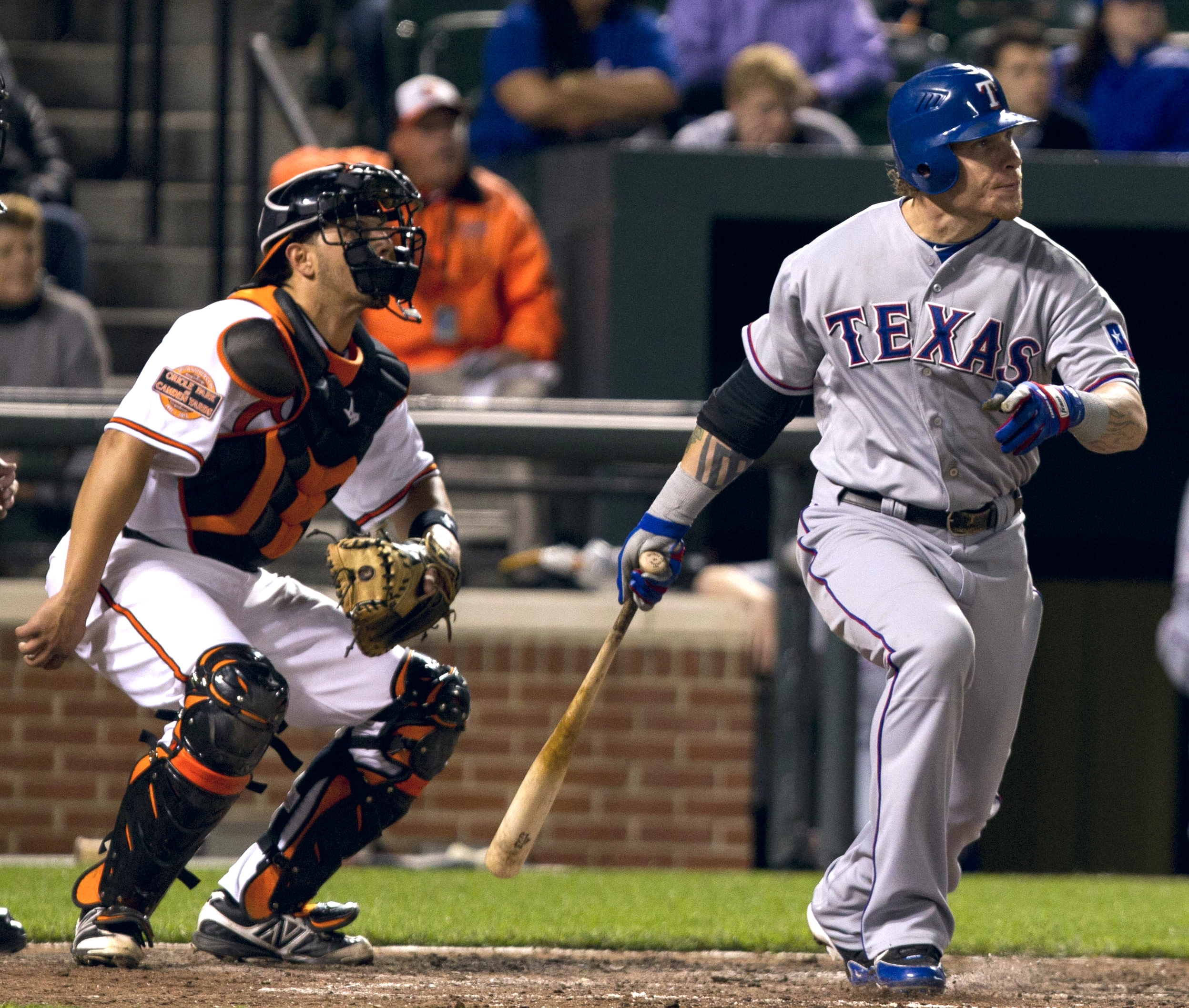
Les Orioles de Baltimore disputent aux Rangers du Texas le premier match de meilleur deuxième de la Ligue américaine.

Le match de meilleur deuxième de la Ligue américaine de baseball 2012 est un match éliminatoire de la Ligue majeure de baseball disputé le vendredi 5 octobre 2012. Les Orioles de Baltimore accèdent à la Série de divisions de la Ligue américaine en éliminant les Rangers du Texas avec une victoire de 5-1.
La saison 2012 est la première où ces matchs de meilleurs deuxièmes sont disputés, l'un dans la Ligue américaine et l'autre dans la Ligue nationale, après l'annonce par la MLB le 3 mars 2012 d'un nouveau format de séries éliminatoires où 10 équipes, et non plus 8, participeront au tournoi menant à la Série mondiale.

## Équipes en présence
Équipe surprise du baseball majeur en 2012, les Orioles de Baltimore connaissent leur première saison gagnante depuis 1997. Vainqueurs dans 93 parties de saison régulière contre 69 défaites, une progression de 24 victoires depuis la saison précédente, les Orioles terminent seconds de la division Est de la Ligue américaine à seulement deux matchs des meneurs, les Yankees de New York et, en tant que meilleurs deuxièmes, se qualifient pour les éliminatoires pour la première fois en 15 ans.
Les Rangers du Texas terminent leur saison 2012 sur une mauvaise note : balayés par les A's d'Oakland dans leur dernière série de la saison régulière, ils échappent le premier rang de la section Est, où ils étaient installés depuis 186 jours. Texas gagne 93 parties contre 69 revers, une fiche identique aux Orioles, et se qualifient comme meilleurs deuxièmes pour une troisième participation aux éliminatoires en trois ans.

## Déroulement du match
Vendredi 5 octobre 2012 au Rangers Ballpark, Arlington, Texas.
| Orioles de Baltimore                                                                          | 1 | 0 | 0 | 0 | 0 | 1 | 1 | 0 | 2 | 5 | 8 | 2 |
| Rangers du Texas                                                                              | 1 | 0 | 0 | 0 | 0 | 0 | 0 | 0 | 0 | 1 | 9 | 2 |
| Lanceurs partants : BAL : Joe Saunders TEX : Yu Darvish Vic. : Joe Saunders Déf. : Yu Darvish |   |   |   |   |   |   |   |   |   |   |   |   |

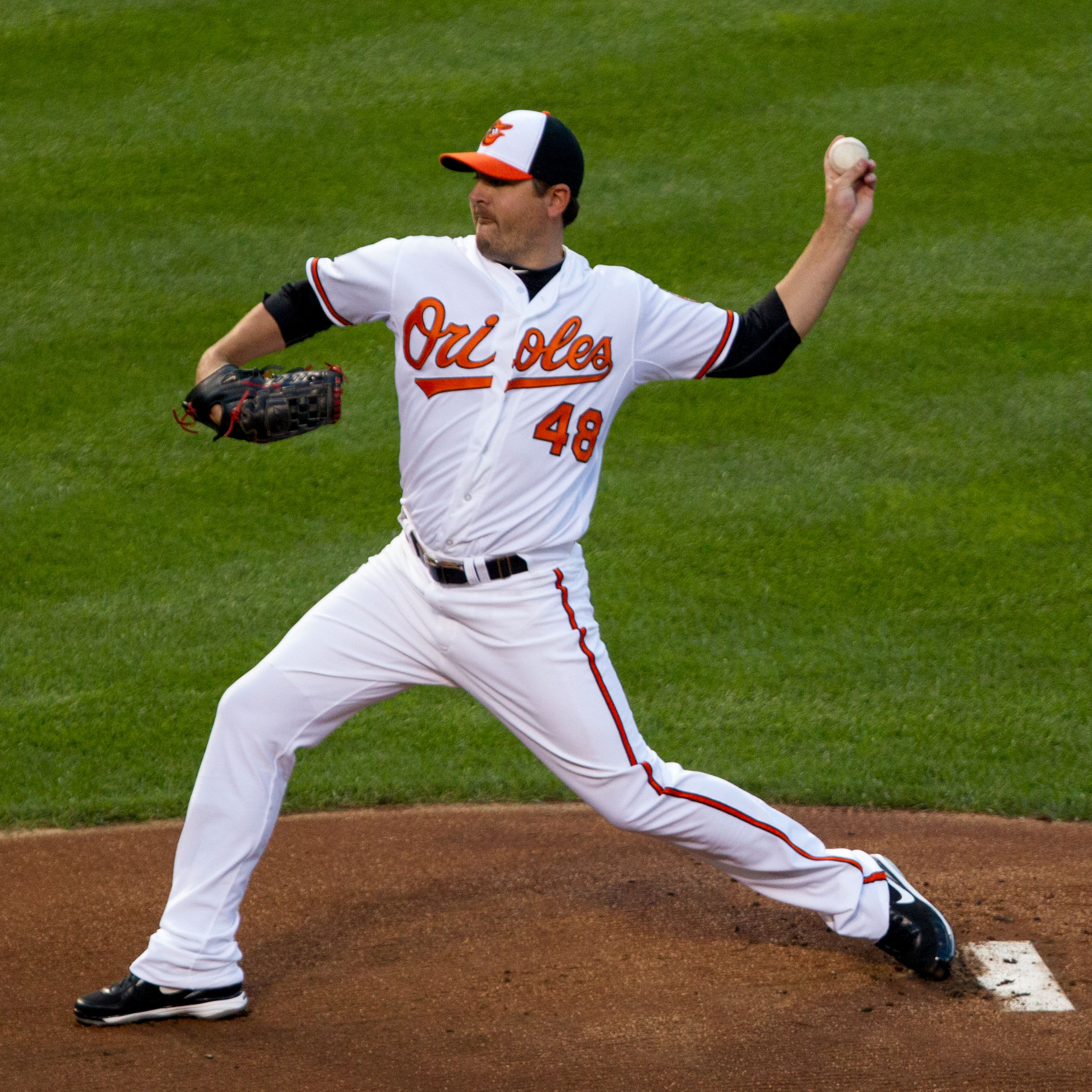
Joe Saunders, le lanceur gagnant.

Les Orioles marquent dès leur premier tour au bâton un point non mérité lorsque Nate McLouth est sauf sur une erreur du joueur de premier but des Rangers Michael Young. McLouth vole le deuxième et marque sur un coup sûr de J. J. Hardy. Texas crée immédiatement l'égalité en fin de première manche : le lanceur Joe Saunders accorde un but-sur-balles à Ian Kinsler puis un simple à Elvis Andrus, puis Kinsler marque lorsque Josh Hamilton se commet dans un double jeu. En sixième manche contre Yu Darvish, le partant des Rangers, Hardy frappe son deuxième coup sûr du match et les Orioles prennent les devants 2-1 lorsqu'il compte sur le ballon sacrifice d'Adam Jones. En septième, Baltimore ajoute à son avance : Ryan Flaherty amorce la manche avec un simple et est remplacé par un coureur suppléant, Robert Andino, qui avance au deuxième but sur l'amorti sacrifice de Manny Machado. Le manager des Rangers Ron Washington décide alors de remplacer Darvish par Derek Holland, habituellement lanceur partant. Holland commet un mauvais lancer qui fait avancer Andino, qui marque sur le coup sûr de Nate McLouth.
En huitième, les Rangers placent un coureur en position de marquer mais Josh Hamilton est retiré sur des prises par Brian Matusz, venu en relève de l'ex-Ranger Darren O'Day, ce qui met fin à la menace. En début de neuvième, un simple de la recrue Manny Machado aux dépens de Joe Nathan fait marquer Lew Ford pour le quatrième point des Orioles, puis Andino, qui avait réussi un double, compte à son tour sur un ballon sacrifice de McLouth, récoltant son second point produit de la soirée. En fin de neuvième contre le stoppeur Jim Johnson, meneur des majeures en saison régulière avec 51 sauvetages, les Rangers remplissent les buts mais David Murphy est retiré sur un ballon à McLouth au champ gauche et Texas est éliminé.